# العدينة (السبرة)

تعديل مصدري - تعديل

العدينة محلة تابعة لقرية حسل، التابعة لعزلة مطاية بمديرية السبرة إحدى مديريات محافظة إب في الجمهورية اليمنية.، بلغ تعداد سكانها 25 حسب تعداد اليمن لعام 2004.